# 18.ª etapa da Volta a França de 2018
A 18ª etapa da Volta a França de 2018 teve lugar a 26 de julho de 2018 entre Trie-sur-Baïse e Pau sobre um percurso de 172 km.

## Classificação da etapa
| \| Classificação por etapas \| Classificação por etapas \| Classificação por etapas \| Classificação por etapas \| Classificação por etapas \| \| Ciclista \| Ciclista \| Equipe \| Tempo \| \| \| ------------------------ \| ------------------------ \| -------------------------- \| ------------------------ \| ------------------------ \| \| 1. \| Arnaud Démare \| Groupama-FDJ \| 3h46m50s \| \| \| 2. \| Christophe Laporte \| Cofidis, Solutions Crédits \| + 0s \| \| \| 3. \| Alexander Kristoff \| UAE Team Emirates \| + 0s \| \| \| 4. \| Edvald Boasson Hagen \| Dimension Data \| + 0s \| \| \| 5. \| Sonny Colbrelli \| Bahrain-Merida \| + 0s \| \| \| 6. \| Maximiliano Richeze \| Quick-Step Floors \| + 0s \| \| \| 7. \| John Degenkolb \| Trek-Segafredo \| + 0s \| \| \| 8. \| Peter Sagan \| Bora-Hansgrohe \| + 0s \| \| \| 9. \| Taylor Phinney \| EF Education First-Drapac \| + 0s \| \| \| 10. \| Timothy Dupont \| Wanty-Groupe Gobert \| + 0s \| \| |                      |                            |          |
| |                      |                            |          |
| Fonte: ProCyclingStats |                      |                            |          |
| Classificação por etapas |                      |                            |          |
| Ciclista | Ciclista             | Equipe                     | Tempo    |
| 1. | Arnaud Démare        | Groupama-FDJ               | 3h46m50s |
| 2. | Christophe Laporte   | Cofidis, Solutions Crédits | + 0s     |
| 3. | Alexander Kristoff   | UAE Team Emirates          | + 0s     |
| 4. | Edvald Boasson Hagen | Dimension Data             | + 0s     |
| 5. | Sonny Colbrelli      | Bahrain-Merida             | + 0s     |
| 6. | Maximiliano Richeze  | Quick-Step Floors          | + 0s     |
| 7. | John Degenkolb       | Trek-Segafredo             | + 0s     |
| 8. | Peter Sagan          | Bora-Hansgrohe             | + 0s     |
| 9. | Taylor Phinney       | EF Education First-Drapac  | + 0s     |
| 10. | Timothy Dupont       | Wanty-Groupe Gobert        | + 0s     |

## Classificações ao final da etapa

### Classificação geral
| \| Classificação geral \| Classificação geral \| Classificação geral \| Classificação geral \| Classificação geral \| \| Ciclista \| Ciclista \| Equipe \| Tempo \| \| \| ------------------- \| ------------------- \| ------------------- \| ------------------- \| ------------------- \| \| 1. \| Geraint Thomas \| Team Sky \| 74h21m01s \| \| \| 2. \| Tom Dumoulin \| Team Sunweb \| + 1m59s \| \| \| 3. \| Chris Froome \| Team Sky \| + 2m31s \| \| \| 4. \| Primož Roglič \| LottoNL-Jumbo \| + 2m47s \| \| \| 5. \| Nairo Quintana \| Movistar Team \| + 3m30s \| \| \| 6. \| Steven Kruijswijk \| LottoNL-Jumbo \| + 4m19s \| \| \| 7. \| Mikel Landa \| Movistar Team \| + 4m34s \| \| \| 8. \| Romain Bardet \| AG2R La Mondiale \| + 5m13s \| \| \| 9. \| Daniel Martin \| UAE Team Emirates \| + 6m33s \| \| \| 10. \| Jakob Fuglsang \| Astana \| + 9m31s \| \| |                   |                   |           |
| |                   |                   |           |
| Fonte: ProCyclingStats |                   |                   |           |
| Classificação geral |                   |                   |           |
| Ciclista | Ciclista          | Equipe            | Tempo     |
| 1. | Geraint Thomas    | Team Sky          | 74h21m01s |
| 2. | Tom Dumoulin      | Team Sunweb       | + 1m59s   |
| 3. | Chris Froome      | Team Sky          | + 2m31s   |
| 4. | Primož Roglič     | LottoNL-Jumbo     | + 2m47s   |
| 5. | Nairo Quintana    | Movistar Team     | + 3m30s   |
| 6. | Steven Kruijswijk | LottoNL-Jumbo     | + 4m19s   |
| 7. | Mikel Landa       | Movistar Team     | + 4m34s   |
| 8. | Romain Bardet     | AG2R La Mondiale  | + 5m13s   |
| 9. | Daniel Martin     | UAE Team Emirates | + 6m33s   |
| 10. | Jakob Fuglsang    | Astana            | + 9m31s   |

### Classificação por pontos
| Classificação por pontos | Classificação por pontos | Classificação por pontos   | Classificação por pontos | Classificação por pontos |
| Ciclista                 | Ciclista                 | Equipe                     | Pontos                   |                          |
| ------------------------ | ------------------------ | -------------------------- | ------------------------ | ------------------------ |
| 1.                       | Peter Sagan              | Bora-Hansgrohe             | 467 pts                  |                          |
| 2.                       | Alexander Kristoff       | UAE Team Emirates          | 196 pts                  |                          |
| 3.                       | Arnaud Démare            | Groupama-FDJ               | 183 pts                  |                          |
| 4.                       | John Degenkolb           | Trek-Segafredo             | 148 pts                  |                          |
| 5.                       | Julian Alaphilippe       | Quick-Step Floors          | 134 pts                  |                          |
| 6.                       | Greg Van Avermaet        | BMC Racing Team            | 134 pts                  |                          |
| 7.                       | Andrea Pasqualon         | Wanty-Groupe Gobert        | 107 pts                  |                          |
| 8.                       | Sonny Colbrelli          | Bahrain-Merida             | 92 pts                   |                          |
| 9.                       | Daniel Martin            | UAE Team Emirates          | 85 pts                   |                          |
| 10.                      | Christophe Laporte       | Cofidis, Solutions Crédits | 82 pts                   |                          |

### Classificação da montanha
| Classificação da montanha | Classificação da montanha | Classificação da montanha | Classificação da montanha | Classificação da montanha |
| Ciclista                  | Ciclista                  | Equipe                    | Pontos                    |                           |
| ------------------------- | ------------------------- | ------------------------- | ------------------------- | ------------------------- |
| 1.                        | Julian Alaphilippe        | Quick-Step Floors         | 140 pts                   |                           |
| 2.                        | Warren Barguil            | Fortuneo-Samsic           | 73 pts                    |                           |
| 3.                        | Geraint Thomas            | Team Sky                  | 54 pts                    |                           |
| 4.                        | Nairo Quintana            | Movistar Team             | 40 pts                    |                           |
| 5.                        | Tom Dumoulin              | Team Sunweb               | 39 pts                    |                           |
| 6.                        | Daniel Martin             | UAE Team Emirates         | 33 pts                    |                           |
| 7.                        | Steven Kruijswijk         | LottoNL-Jumbo             | 32 pts                    |                           |
| 8.                        | Rafał Majka               | Bora-Hansgrohe            | 31 pts                    |                           |
| 9.                        | Bauke Mollema             | Trek-Segafredo            | 29 pts                    |                           |
| 10.                       | Primož Roglič             | LottoNL-Jumbo             | 26 pts                    |                           |

### Classificação da jovens
| Classificação dos jovens | Classificação dos jovens | Classificação dos jovens  | Classificação dos jovens | Classificação dos jovens |
| Ciclista                 | Ciclista                 | Equipe                    | Tempo                    |                          |
| ------------------------ | ------------------------ | ------------------------- | ------------------------ | ------------------------ |
| 1.                       | Pierre Latour            | AG2R La Mondiale          | 74h37m04s                |                          |
| 2.                       | Guillaume Martin         | Wanty-Groupe Gobert       | + 6m27s                  |                          |
| 3.                       | Egan Bernal              | Team Sky                  | + 8m31s                  |                          |
| 4.                       | Daniel Felipe Martínez   | EF Education First-Drapac | + 48m41s                 |                          |
| 5.                       | David Gaudu              | Groupama-FDJ              | + 58m05s                 |                          |
| 6.                       | Antwan Tolhoek           | LottoNL-Jumbo             | + 1h12m20s               |                          |
| 7.                       | Søren Kragh Andersen     | Team Sunweb               | + 1h18m01s               |                          |
| 8.                       | Stefan Küng              | BMC Racing Team           | + 1h18m17s               |                          |
| 9.                       | Marc Soler               | Movistar Team             | + 1h38m36s               |                          |
| 10.                      | Magnus Cort              | Astana                    | + 1h38m50s               |                          |

### Classificação por equipas
| Classificação por equipes | Classificação por equipes | Classificação por equipes | Classificação por equipes |
| Equipe                    | Equipe                    | Tempo                     |                           |
| ------------------------- | ------------------------- | ------------------------- | ------------------------- |
| 1.                        | Movistar Team             | 223h09m09s                |                           |
| 2.                        | Bahrain-Merida            | + 24m20s                  |                           |
| 3.                        | Sky                       | + 56m13s                  |                           |
| 4.                        | Lotto NL-Jumbo            | + 1h01m38s                |                           |
| 5.                        | Astana                    | + 1h05m35s                |                           |
| 6.                        | Team Sunweb               | + 1h55m24s                |                           |
| 7.                        | AG2R La Mondiale          | + 2h00m54s                |                           |
| 8.                        | BMC Racing Team           | + 2h07m53s                |                           |
| 9.                        | Quick-Step Floors         | + 2h26m36s                |                           |
| 10.                       | Mitchelton-Scott          | + 2h27m42s                |                           |